# Wet van Buys Ballot

Cyclonale circulatie rond de lagedrukgebieden en anticyclonale circulatie rond de hogedrukgebieden ten noorden en zuiden van de evenaar

Als je op het noordelijk halfrond met je gezicht uit de wind staat, bevindt een hogedrukgebied zich rechts en een lagedrukgebied links

De wet van Buys Ballot is een wet uit de meteorologie die aangeeft welke afwijking luchtstromen krijgen als gevolg van de draaiing van de aarde. De wet is genoemd naar de Nederlandse meteoroloog Christophorus Buys Ballot, die de wet in november 1857 publiceerde in de Comptes Rendus.

## Wet
Staande met de rug naar de wind is de luchtdruk aan de linkerhand lager dan aan de rechterhand, op het noordelijk halfrond; op het zuidelijk halfrond is het precies andersom.
Eenvoudiger omschreven, met ezelsbruggetje:

Op het noordelijk halfrond met de rug naar de wind, bevindt een hogedrukgebied zich rechts en een Lagedrukgebied Links.
In een andere formulering:

Op het noordelijk halfrond waait de wind van een hogedrukgebied naar een lagedrukgebied met een afwijking naar rechts, door de draaiing van de aarde om zijn as.

## Corioliseffect
Aan deze meteorologische wet ligt het corioliseffect ten grondslag. Als de Aarde niet om zijn as zou draaien, zouden stromende luchtmassa's in een rechte lijn bewegen als er verder geen andere kracht op werkte. Het draaien van de Aarde heeft voor de atmosfeer tot gevolg dat bewegende luchtmassa's, waar verder geen andere kracht op werkt, opzij versnellen. Op het noordelijk halfrond een versnelling naar rechts ten opzichte van de richting waarin de lucht op dat moment stroomt, en op het zuidelijk halfrond een versnelling naar links ten opzichte van de richting waarin de lucht op dat moment stroomt.
Is er ergens een lagedrukgebied, dan is er een tendens om naar dat lagedrukgebied toe te stromen. Maar het corioliseffect maakt dat de lucht er meer omheen gaat stromen. Lucht die door wrijving iets aan snelheid verliest, zal door de kracht van het luchtdrukverschil iets versneld worden in de richting van het centrum van het lagedrukgebied, maar dan maakt het corioliseffect weer dat de snelheid hoog blijft.
Op het noordelijk halfrond stroomt door het corioliseffect de lucht dus rechtsom rond een hogedrukgebied en linksom rond een lagedrukgebied.

## Voorlopers Coffin en Ferrel
Een jaar vóór de ontdekking door Buys Ballot beschreven de Amerikaanse meteorologen J.H. Coffin en William Ferrel dit verband al. Buys Ballot was echter de eerste die een empirische onderbouwing bij hun theorie wist te leveren. Dertig jaar later vroeg Buys Ballot aan Ferrel of de wet hernoemd moest worden, maar de naam bleef ongewijzigd.